# Homofonija
Homofonija je akordno višeglasje. To je vrsta višeglasja kod kojeg se jednoj dionici, pretežno najvišoj povjerava melodija, a ostale su podređene i služe kao pratnja, ritam i tekst su isti ili vrlo slični.